# 영일고등학교 (경북)
영일고등학교(迎日高等學校)은 대한민국 경상북도 포항시 남구 연일읍 동문리에 위치한 사립 고등학교이다.

## 학교 연혁
- 1978년 11월 8일 : 영일종합고등학교 설립인가 (설립자 최상하 이사장)
- 1979년 3월 3일 : 제1회 입학식 (보통과 1학급, 상업과 남 1, 여 1학급)
- 1987년 3월 1일 : 영일고등학교로 교명 변경
- 1988년 3월 4일 : 최상하 교장 취임
- 2009년 12월 17일 : 경상북도지정 자율학교 선정 (2010∼21)
- 2011년 5월 1일 : 교육부 지정 창의 인성 모델학교 운영(2011~13)
- 2013년 3월 1일 : 선진형 교과교실제 운영(2013~현재)
- 2018년 3월 2일 : 학칙변경(남·여 7학급 모집)
- 2019년 4월 17일 : 민주시민교육 선도학교 운영
- 2020년 3월 2일 : 고교학점제 선도학교 지정(2020~2022)
- 2021년 3월 2일 : 온라인 콘텐츠 활용 교과서 선도학교(2021~2022)
- 2022년 3월 1일 : 김규완 교장 취임
- 2023년 12월 29일 : 제43회 졸업식 158명 졸업(총 졸업생 15,089명)

## 참고 자료
- 영일고등학교 - 한국교육학술정보원 학교알리미